# Нижній Чегем
Нижній Чегем (рос. Нижний Чегем) — село у Чегемському районі Кабардино-Балкарії Російської Федерації.
Орган місцевого самоврядування — сільське поселення Нижній Чегем. Населення становить 2030 осіб.

## Історія
Згідно із законом від 27 лютого 2005 року органом місцевого самоврядування є сільське поселення Нижній Чегем.

## Населення
| 2002  | 2010  | 2012  | 2013  | 2014  | 2015  | 2016  |
| ----- | ----- | ----- | ----- | ----- | ----- | ----- |
| 2099  | ↘2030 | ↘2021 | ↗2028 | ↘2014 | ↗2018 | ↘2004 |
| 2017  | 2018  | 2019  | 2020  |       |       |       |
| ↗2011 | →2011 | ↘2005 | ↘1988 |       |       |       |